# Perfect All-Kill

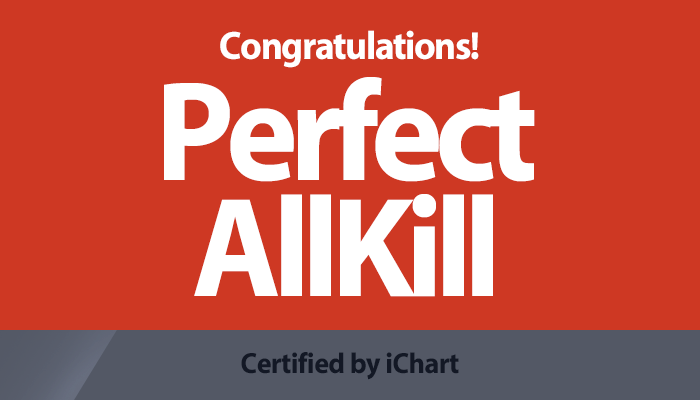
Certificado de Perfect All Kill

Perfect All-Kill ( hangul: 퍼펙트 올킬  ) ou PAK é uma conquista das paradas musicais na Coréia do Sul, onde uma música atinge simultaneamente o número um nos componentes em tempo real, diário e semanal do iChart, um agregador de classificação de gráficos de música operado pela Instiz. O termo "perfect all-kill" foi usado pela primeira vez quando a música " Nagging " de IU com Seulong subiu para o número 1 em todas as paradas musicais coreanas em junho de 2010. Embora o Instiz iChart tenha sido lançado em março de 2010, ele não lista os registros de 2010. Além de "Nagging", " Good Day " de IU, que liderou as paradas em dezembro de 2010, também foi reconhecida como uma música perfect all-kill. O artista que detém o recorde de maior número de músicas para alcançar um PAK é IU, com 21 músicas. A música com mais PAKs por hora é "Golden", de Ejae, Audrey Nuna e Rei Ami como o grupo Huntr/x, com 860 PAKs. "Dynamite" de BTS detém o recorde para um grupo masculino, com 610 PAKs. "Celebrity" de IU detém o recorde para um ato solo, com 462 PAKs.

## iChart
O Instiz iChart é o primeiro e único gráfico de música online sul-coreano que agrega os rankings dos principais serviços de streaming de música, incluindo Melon, Genie, Bugs!, Vibe e Flo, que fornecem dados diários e em tempo real. O iChart tem seus próprios rankings em tempo real e semanais com base nos pontos dados às músicas. O iChart é considerado transparente, pois calcula as pontuações com base nos dados de classificação de várias agências e atualiza seus gráficos diários e em tempo real de acordo. Os usuários também podem visitar os sites das agências de origem diretamente para comparar as classificações. Os registros podem ser acessados pelo público por três meses.

### História
Antes de 2015, o iChart agregava pontuações de 10 provedores de serviços de música. Essas 10 agências foram Melon, Mnet, Bugs!, Olleh, Soribada, Genie, Naver, Daum, Cyworld e Monkey3. Cada gráfico forneceu classificações diárias e em tempo real. A remoção e/ou substituição de gráficos da lista oficial de classificação do iChart foi devido a 1 - inconsistências em seus critérios de classificação; 2 - baixo volume de usuários; ou 3 - serviço descontinuado.
Em fevereiro de 2017, Melon, Mnet e Genie mudaram seu cálculo de streaming para gráficos em tempo real apenas entre 12h e 18h. Isso significava que qualquer coisa que fosse lançada fora desse período de tempo não contaria para o gráfico até as 13h do dia seguinte. Esta grande mudança foi relatada como uma medida em busca de paradas musicais refletindo bastante a popularidade de uma música.
Em maio de 2017, Olleh e Monkey3 foram excluídos do cálculo do ranking do Instiz iChart e a pontuação do Naver Music dobrou.
Em fevereiro de 2019, Flo foi adicionado ao iChart.
Em outubro de 2019, a Mnet descontinuou seu serviço e se fundiu com a Genie, sendo posteriormente removida do gráfico. O Naver Music também foi removido e substituído pelo Naver VIBE.
Em maio de 2020, o Melon fez algumas alterações em seu cálculo de classificação em tempo real. O gráfico mudou de classificações com base no uso por hora por música para um gráfico calculado com base no número de ouvintes únicos. Os fluxos e downloads das últimas 24 horas foram calculados, em vez da última hora.

### Mecanismo
Os gráficos em tempo real são atualizados ao longo do dia, 30 minutos após cada hora. Os gráficos diários, por outro lado, são atualizados uma vez ao dia, e cada plataforma de classificação atualiza seus gráficos em horários diferentes.
O iChart reúne os dados e pontos de atributos de cada música. A tabela a seguir mostra o sistema de pontos refletido nas classificações para determinar se a música alcançou um RAK, CAK ou PAK.
| Classificação | Pontos       | Pontos              |
| Classificação | Chart diário | Chart em tempo real |
| ------------- | ------------ | ------------------- |
| 1 º lugar     | 10           | 10                  |
| 2 º lugar     | 7            | 7                   |
| 3º lugar      | 5            | 5                   |
| 4º lugar      | 3            | 3                   |
| 5º lugar      | 3            | 2                   |
| 6º lugar      | 3            | 2                   |
| 7º lugar      | 3            | 2                   |
| 8º lugar      | 3            | 2                   |
| 9º lugar      | 3            | 2                   |
| 10º lugar     | 3            | 2                   |
| 11° lugar     | 2            | 1                   |
| 12° lugar     | 2            | 1                   |
| 13° lugar     | 2            | 1                   |
| 14° lugar     | 2            | 1                   |
| 15° lugar     | 2            | 1                   |
| 16° lugar     | 1            | 1                   |
| 17° lugar     | 1            | 1                   |
| 18° lugar     | 1            | 1                   |
| 19° lugar     | 1            | 1                   |
| 20° lugar     | 1            | 1                   |

Além desses pontos, o Instiz iChart também atribui pontos de bônus para plataformas mais populares e amplamente utilizadas do que outras. Aplica um multiplicador aos pontos acumulados que uma música obtém de determinados gráficos. Este multiplicador só se aplica em gráficos diários.
A tabela a seguir mostra os pontos máximos para cada gráfico.
| Transmissão de música <br> serviço | Multiplicador | Pontos | Descrição |
| ---------------------------------- | ------------- | ------ | --- |
| Melon                              | 6x            | 12.480 | o maior dos principais fornecedores de música digital na Coreia do Sul, que tem uma quota de mercado de cerca de 30% de assinantes online. Ele fornece classificações em tempo real (24Hits) e diárias (Daily Top 100). Seus critérios são 40% de streaming (para contas verificadas por número de telefone coreano) e 60% de downloads nas últimas 24 horas.                                                            |
| Genie                              | 4x            | 9.120  | uma subsidiária da KT Corporation, é o 2º maior provedor de serviços de música na Coréia do Sul e possui 17% de participação de mercado. Ele fornece classificações em tempo real (Top 100 Realtime) e diárias (Top 100 Daily). Seu cálculo de gráfico é baseado em 50% de streaming e 50% de downloads. O gráfico Genie congela diariamente da 1h KST às 7h KST, mas os fluxos ainda são contados durante esse período. |
| Youtube                            | 3×            | 5.040  | um serviço de streaming de música digital coreano e representa 13% de participação de mercado. Ele fornece classificações semanais. |
| Flo                                | 3×            | 5.040  | um provedor de serviços relativamente novo que foi criado pela SK Telecom em parceria com JYP, SM e Big Hit . É responsável por 11% do mercado. Ele fornece apenas dados em tempo real. |
| Vibe                               | 2x            | 3.360  | criado pela Naver em parceria com a YG, e responde por 5% de market share. Ele fornece dados de gráficos em tempo real (Top 100 de hoje). |
| Bugs                               | 1x            | 4.080  | um serviço de streaming de música digital coreano e representa 5% de participação de mercado. Ele fornece classificações em tempo real (Song Chart Realtime) e diárias (Song Chart Daily). Semelhante ao Genie, seu gráfico também congela de 1:00 KST até 7:00 KST. |

## Termos relacionados
Outras categorias "all-kill" no Instiz iChart incluem Real-time All-Kill (RAK) e Certified All-Kill (CAK). O RAK é alcançado quando uma música se torna o número 1 em todos os gráficos em tempo real do iChart, enquanto o CAK é alcançado quando uma música se torna o número 1 em todos os gráficos diários e em tempo real do iChart. Para uma música alcançar um PAK, ela também precisa se tornar o número 1 no gráfico semanal do iChart.

## Conquistas

### As 10 canções com o maior número de PAKs por hora
A tabela a seguir lista as 10 principais músicas com o maior número de Perfect All-Kills (em horas), de 2010 até o presente.
| Classificação              | Música          | Artista(s)  | Álbum              | PAK (horas) | Ano  | Ref.  |
| -------------------------- | --------------- | ----------- | ------------------ | ----------- | ---- | ----- |
| 1                          | "Golden"        | Huntr/x     | KPop Demon Hunters | 860         | 2025 | [ 6 ] |
| 2                          | "Ditto"         | NewJeans    | OMG                | 655         | 2022 | [ 6 ] |
| 3                          | "Dynamite"      | BTS         | Be                 | 610         | 2020 | [ 6 ] |
| 4                          | "Celebrity"     | IU          | Lilac              | 462         | 2021 | [ 6 ] |
| 5                          | "I AM"          | IVE         | I've IVE           | 359         | 2023 | [ 6 ] |
| 6                          | "Love Wins All" | IU          | The Winning        | 339         | 2024 | [ 6 ] |
| 7                          | "Any Song"      | ZICO        | Random Box         | 330         | 2020 | [ 6 ] |
| 8                          | "Supernova"     | aespa       | Armageddon         | 292         | 2024 | [ 6 ] |
| 9                          | "Apt."          | Rosé        | Rosie              | 239         | 2021 | [ 6 ] |
| 10                         | "Rollin'"       | Brave Girls | Rollin'            | 262         | 2021 | [ 6 ] |
| Desde 20 de agosto de 2025 |                 |             |                    |             |      |       |

### Artistas com mais de 3 canções que alcançaram um PAK
A tabela a seguir lista os principais artistas com o maior número de músicas que alcançaram um Perfect all-kill de 2010 até o presente. Esta lista mostra os artistas com pelo menos 3 músicas que alcançaram um PAK.
| Rank       | Artista        | Número de músicas | Músicas                        | Álbum                                                   | Ano  | Ref.   |
| ---------- | -------------- | ----------------- | ------------------------------ | ------------------------------------------------------- | ---- | ------ |
| 1          | IU             | 21                | "Nagging"                      | I U                                                     | 2010 | [ 32 ] |
| 1          | IU             | 21                | "Good Day"                     | Real                                                    | 2010 | [ 32 ] |
| 1          | IU             | 21                | "The Story Only I Didn't Know" | Real+                                                   | 2011 | [ 33 ] |
| 1          | IU             | 21                | "You & I"                      | Last Fantasy                                            | 2011 | [ 33 ] |
| 1          | IU             | 21                | "The Red Shoes"                | Modern Times                                            | 2013 | [ 34 ] |
| 1          | IU             | 21                | "Friday"                       | Modern Times                                            | 2013 | [ 35 ] |
| 1          | IU             | 21                | "My Old Story"                 | A Flower Bookmark                                       | 2014 | [ 36 ] |
| 1          | IU             | 21                | "Leon"                         | Infinite Challenge: Yeongdong Expressway Music Festival | 2015 | [ 37 ] |
| 1          | IU             | 21                | "Twenty-Three"                 | Chat-Shire                                              | 2015 | [ 38 ] |
| 1          | IU             | 21                | "Through the Night"            | Palette                                                 | 2017 | [ 39 ] |
| 1          | IU             | 21                | "Can't Love You Anymore"       | Palette                                                 | 2017 | [ 40 ] |
| 1          | IU             | 21                | "Palette"                      | Palette                                                 | 2017 | [ 41 ] |
| 1          | IU             | 21                | "Autumn Morning"               | A Flower Bookmark 2                                     | 2017 | [ 42 ] |
| 1          | IU             | 21                | "Bbibbi"                       | Single sem Álbum                                        | 2018 | [ 43 ] |
| 1          | IU             | 21                | "Love Poem"                    | Love Poem                                               | 2019 | [ 44 ] |
| 1          | IU             | 21                | "Blueming"                     | Love Poem                                               | 2019 | [ 45 ] |
| 1          | IU             | 21                | "Give You My Heart"            | Crash Landing on You O.S.T                              | 2020 | [ 46 ] |
| 1          | IU             | 21                | "Eight"                        | Single sem Álbum                                        | 2020 | [ 47 ] |
| 1          | IU             | 21                | "Celebrity"                    | Lilac                                                   | 2021 | [ 48 ] |
| 1          | IU             | 21                | "Lilac"                        | Lilac                                                   | 2021 | [ 49 ] |
| 1          | IU             | 21                | "Strawberry Moon"              | Single sem Álbum                                        | 2021 | [ 50 ] |
| 2          | Big Bang       | 6                 | "Blue"                         | Alive                                                   | 2012 | [ 51 ] |
| 2          | Big Bang       | 6                 | "Loser"                        | Made                                                    | 2015 | [ 52 ] |
| 2          | Big Bang       | 6                 | "Let's Not Fall in Love"       | Made                                                    | 2015 | [ 53 ] |
| 2          | Big Bang       | 6                 | "Fxxk It"                      | Made                                                    | 2016 | [ 54 ] |
| 2          | Big Bang       | 6                 | "Flower Road"                  | Single sem Álbum                                        | 2018 | [ 55 ] |
| 2          | Big Bang       | 6                 | "Still Life"                   | Single sem Álbum                                        | 2022 |        |
| 3          | Twice          | 4                 | "Cheer Up"                     | Page Two                                                | 2016 | [ 56 ] |
| 3          | Twice          | 4                 | "TT"                           | Twicecoaster : Lane 1                                   | 2016 | [ 57 ] |
| 3          | Twice          | 4                 | "Knock Knock"                  |                                                         | 2017 | [ 58 ] |
| 3          | Twice          | 4                 | "Yes or Yes"                   | Yes or Yes                                              | 2018 | [ 59 ] |
| 3          | BTS            | 4                 | "Fake Love"                    | Love Yourself: Tear                                     | 2018 | [ 60 ] |
| 3          | BTS            | 4                 | "Boy with Luv"                 | Map of the Soul: Persona                                | 2019 | [ 61 ] |
| 3          | BTS            | 4                 | "Dynamite"                     | Be                                                      | 2020 | [ 62 ] |
| 3          | BTS            | 4                 | "Butter"                       | Single sem Álbum                                        | 2021 | [ 63 ] |
| 4          | G-Dragon       | 3                 | "Having an Affair"             | Infinite Challenge: Westcoast Highway Music Festival    | 2011 | [ 64 ] |
| 4          | G-Dragon       | 3                 | "That XX"                      | One of a Kind                                           | 2012 | [ 65 ] |
| 4          | G-Dragon       | 3                 | "Untitled, 2014"               | Kwon Ji Yong                                            | 2017 | [ 66 ] |
| 4          | Park Myung Soo | 3                 | "Having an Affar"              | Infinite Challenge: Westcoast Highway Music Festival    | 2011 |        |
| 4          | Park Myung Soo | 3                 | "I Got C"                      |                                                         | 2013 |        |
| 4          | Park Myung Soo | 3                 | "Leon"                         | Infinite Challenge: Yeongdong Expressway Music Festival | 2015 |        |
| 4          | Busker Busker  | 3                 | "Cherry Blossom Ending"        | Busker Busker 1st Album                                 | 2012 | [ 67 ] |
| 4          | Busker Busker  | 3                 | "If You Really Love Me"        | Busker Busker 1st Wrap Up Album                         | 2012 | [ 67 ] |
| 4          | Busker Busker  | 3                 | "Love, At First"               | Busker Busker 2nd Album                                 | 2013 | [ 68 ] |
| 4          | Blackpink      | 3                 | "Whistle"                      | Square One                                              | 2016 | [ 69 ] |
| 4          | Blackpink      | 3                 | "Ddu-Du Ddu-Du"                | Square Up                                               | 2018 | [ 70 ] |
| 4          | Blackpink      | 3                 | "How You Like That"            | The Album                                               | 2020 | [ 71 ] |
| 4          | Bolbbalgan4    | 3                 | "Some"                         | Red Diary Page.1                                        | 2017 | [ 72 ] |
| 4          | Bolbbalgan4    | 3                 | "Travel"                       | Red Diary Page.2                                        | 2018 | [ 73 ] |
| 4          | Bolbbalgan4    | 3                 | "Workaholic"                   | Two Five                                                | 2019 | [ 74 ] |
| 26/03/2022 |                |                   |                                |                                                         |      |        |